# Mika Noronen
Mika Noronen, född 17 juni 1979 i Tammerfors, är en finländsk professionell ishockeymålvakt som spelar för Malmö Redhawks i SHL. Han har tidigare representerat bland annat Buffalo Sabres och Vancouver Canucks i NHL och Torpedo Nizjnij Novgorod i KHL.

## Karriär
Noronen blev draftad av Buffalo Sabres 1997. Han tillbringade där sex säsonger innan han blev tradad till Vancouver Canucks 2005. I Vancouver blev det dock bara en säsong innan han gick till KHL-laget Ak Bars Kazan 2006. Där spelade han två säsonger innan han bytte lag till Torpedo Nizhny Novgorod. Efter en mindre lyckad säsong blev Noronen nedflyttade till farmarligan. Där ville han dock inte spela utan skrev på för Linköpings HC i januari 2009.

## Klubbar
- Tappara 1996-1999, 2010, 2012
- Rochester Americans 1999-2003, 2005
- Buffalo Sabres 2000-2004,2005
- HPK 2004-2005
- Vancouver Canucks 2005-2006
- Ak Bars Kazan 2006-2008
- Torpedo Nizjnij Novgorod 2008-2009
- Linköpings HC 2009
- JYP 2009
- Helsingfors IFK 2009-2010
- Lukko 2010-2012
- HC Davos 2013-2014
- EHC Red Bull München 2014
- Tappara 2014-2015
- LeKi 2015
- Malmö Redhawks 2015-